# フラテルニテ
『フラテルニテ』は、2014年7月25日にCLOCKUPから発売された18禁恋愛アドベンチャーゲームである。自己啓発塾を舞台としたテキスト形式のアドベンチャーゲームで、『euphoria』同様猟奇的なシーンやスカトロシーンも存在する。

## あらすじ
集団強姦事件に巻き込まれたことで心に深い傷を負い塞ぎ込んでいた白坂美桜は、ネット上での友佳との交流をきっかけに徐々に生きる気力を取り戻し、さらなる「救い」を求めて友佳の住む街に一家で移住することを計画する。一家は長女である美桜の回復を喜んで全面的に協力し、主人公である大智、美桜、末っ子の芽生にとって新たな生活が始まった。
しかし、希望に満ちたはずの新生活は、友佳の勧誘により美桜が怪しげな学外団体である「友愛クラブ」に通い始めたことを端緒として徐々に歪んでいく。一方、大智は引っ越し初日に偶然街中で見かけたクラスメイトの愛に淡い恋の予感を抱くが、愛もまた「友愛クラブ」に通っていることを知る。
「救い」を求める傷ついた少女たちと、そんな彼女らを救いたいと願う大智らの思いは交錯し、新たな悲劇を生んでいくのだった。

## 登場人物

### 主人公
白坂 大智（しらさか たいち）
声 - 芦久比剥巳
本作の主人公。白坂家の長男で、美桜の弟、芽生の兄。容姿は美少年までいかなくともカッコいいと評される。
友愛クラブに通う姉の美桜を心配し離脱させようと奔走するがどんどん周囲の人が巻き込まれていくことになり次第に精神を病んでいく。

### ヒロイン
白坂 美桜（しらさか みお）
声 - 和葉 
白坂家の長女で、大智と芽生の姉。以前住んでいた街で集団強姦事件に巻き込まれた。
白坂 芽生（しらさか めい）
声 - 鶴屋春人
白坂家の次女で、大智と美桜の妹。姉が巻き込まれた事件については詳細を知らない。髪を高い位置でツインテールにしている。
神村 愛（かみむら めぐみ）
声 - こたつみやこ
大智のクラスメイト。白坂家の引っ越し初日に、スーパーマーケットに買い物に来た大智の前に現れ、言葉を交わした。黒髪のストレートヘアを額の中央で左右に分けている。
星野 円夏（ほしの まどか）
声 - 橘まお
バトミントン部に所属する快活な少女で、愛の親友。
菱木 紗英子（ひしき さえこ）
声 - 手塚りょうこ
大智と美桜らが通う学園の生徒会長を務める優等生の少女。顎より下までの短髪。瑛とは幼なじみの関係。
戸田 心音（とだ しおん）
声 - 藤堂みさき
同級生からいじめの被害を受けている。髪をショートカットにしている。

### その他のキャラクター
小野田 友佳（おのだ ゆか）
声 - 瀬乃ジュン
美桜を友愛クラブに勧誘した張本人。明るく人当たりのよい少女で、お団子ヘア。
桧垣 瑛（ひがき あきら）
声 - 錫宮那由太
弓道部の部長で、生徒会副会長を務める美少年。
小西 千喜（こにし ちはる）
声 - 丸井寧子
自分の顔立ちや器量の悪さにコンプレックスを抱いているが、受け入れてもいる少女。心優しく、善良な性格。
湯沢 舞子（ゆざわ まいこ）
声 - 瀬乃ジュン
心音のクラスメイトで、心音をいじめているメンバーの一員。
菅谷 理恵（すがや りえ）
声 - 丸井寧子
心音のクラスメイトで、心音をいじめているメンバーの一員。
藤原 奈津美（ふじわら なつみ）
声 - 手塚りょうこ
心音のクラスメイトで、心音をいじめているメンバーの一員。
園田 静子（そのだ しずこ）
声 - 丸井寧子
誠信明輝塾、通称「友愛クラブ」で受付をしており、事務などを担当している中年女性。誠信明輝塾塾長である和男の妻。
園田 和男（そのだ かずお）
声 - 藤田恵一
静子の夫。生きることの意味や、救われるとはどういうことなのかといった、学校では教わらないような事柄を若い世代に教える場として誠信明輝塾を創立し、塾長を務めている。

## スタッフ
- 企画・原案 - はましま薫夫
- キャラクターデザイン - はましま薫夫
- 原画 - はましま薫夫・むなしむじょう・たくろう・滝美梨香・十重五重・まりお
- 脚本 - 阿久津亮・和泉万夜・神堂劾・穂波衛一・昏式龍也・Team N.G.X
- 監督 - 阿久津亮